# Próba Trendelenburga
Próba Trendelenburga – próba diagnostyczna, służąca do oceny wydolności żył głębokich oraz do oceny zastawek żył kończyny dolnej w celu stwierdzenia przewlekłej niewydolności żylnej.
Próbę wykonuje się następująco: u leżącego badanego unosi się kończynę dolną, co skutkuje opróżnieniem żylaków z krwi. Następnie zakłada się opaskę uciskową w jednej trzeciej górnej części uda. Poleca się wstać pacjentowi i obserwuje się wypełnianie żylaków poniżej opaski. Jeżeli wypełnią się szybko, wówczas świadczy to o niewydolności żył przeszywających. Natomiast jeżeli wypełnienie następuje po upływie ok. 20–35 sekund, to żyły przeszywające są wydolne.
W drugim etapie badany ponownie przyjmuje pozycję leżącą. Unosi się kończynę dolną. Po opróżnieniu żylaków zakłada się opaskę uciskową w tym samym miejscu. Pacjent wstaje i ściąga się opaskę. Szybkie pojawienie się żylaków w obrębie żyły odpiszczelowej świadczy o niewydolności zastawek w obrębie ujścia żyły odpiszczelowej oraz w pniu tej żyły.